# Lijst van nummer 1-hits in de UK Singles Chart in 1959
Deze hits stonden in 1959 op nummer 1 in de UK Singles Chart:
| Datum        | Artiest                                  | Titel                                                            |
| ------------ | ---------------------------------------- | ---------------------------------------------------------------- |
| 3 januari    | Conway Twitty                            | It's only make believe                                           |
| 10 januari   | Conway Twitty                            | It's only make believe                                           |
| 17 januari   | Conway Twitty                            | It's only make believe                                           |
| 24 januari   | Jane Morgan                              | The day the rains came                                           |
| 31 januari   | Elvis Presley                            | One night / I got stung                                          |
| 7 februari   | Elvis Presley                            | One night / I got stung                                          |
| 14 februari  | Elvis Presley                            | One night / I got stung                                          |
| 21 februari  | Shirley Bassey                           | As I love you                                                    |
| 28 februari  | Shirley Bassey                           | As I love you                                                    |
| 7 maart      | Shirley Bassey                           | As I love you                                                    |
| 14 maart     | Shirley Bassey                           | As I love you                                                    |
| 21 maart     | The Platters                             | Smoke gets in your eyes                                          |
| 28 maart     | Russ Conway                              | Side saddle                                                      |
| 4 april      | Russ Conway                              | Side saddle                                                      |
| 11 april     | Russ Conway                              | Side saddle                                                      |
| 18 april     | Russ Conway                              | Side saddle                                                      |
| 25 april     | Buddy Holly                              | It doesn't matter anymore                                        |
| 2 mei        | Buddy Holly                              | It doesn't matter anymore                                        |
| 9 mei        | Buddy Holly                              | It doesn't matter anymore                                        |
| 16 mei       | Elvis Presley & The Jordanaires          | A fool such as I / I need your love tonight                      |
| 23 mei       | Elvis Presley & The Jordanaires          | A fool such as I / I need your love tonight                      |
| 30 mei       | Elvis Presley & The Jordanaires          | A fool such as I / I need your love tonight                      |
| 6 juni       | Elvis Presley & The Jordanaires          | A fool such as I / I need your love tonight                      |
| 13 juni      | Elvis Presley & The Jordanaires          | A fool such as I / I need your love tonight                      |
| 20 juni      | Russ Conway                              | Roulette                                                         |
| 27 juni      | Russ Conway                              | Roulette                                                         |
| 4 juli       | Bobby Darin                              | Dream lover                                                      |
| 11 juli      | Bobby Darin                              | Dream lover                                                      |
| 18 juli      | Bobby Darin                              | Dream lover                                                      |
| 25 juli      | Bobby Darin                              | Dream lover                                                      |
| 1 augustus   | Cliff Richard & The Drifters             | Living doll                                                      |
| 8 augustus   | Cliff Richard & The Drifters             | Living doll                                                      |
| 15 augustus  | Cliff Richard & The Drifters             | Living doll                                                      |
| 22 augustus  | Cliff Richard & The Drifters             | Living doll                                                      |
| 29 augustus  | Cliff Richard & The Drifters             | Living doll                                                      |
| 5 september  | Cliff Richard & The Drifters             | Living doll                                                      |
| 12 september | Craig Douglas                            | Only sixteen                                                     |
| 19 september | Craig Douglas                            | Only sixteen                                                     |
| 26 september | Craig Douglas                            | Only sixteen                                                     |
| 3 oktober    | Craig Douglas                            | Only sixteen                                                     |
| 10 oktober   | Jerry Keller                             | Here comes summer                                                |
| 17 oktober   | Bobby Darin                              | Mack the knife                                                   |
| 24 oktober   | Bobby Darin                              | Mack the knife                                                   |
| 31 oktober   | Cliff Richard & The Shadows              | Travellin' light                                                 |
| 7 november   | Cliff Richard & The Shadows              | Travellin' light                                                 |
| 14 november  | Cliff Richard & The Shadows              | Travellin' light                                                 |
| 21 november  | Cliff Richard & The Shadows              | Travellin' light                                                 |
| 28 november  | Cliff Richard & The Shadows              | Travellin' light                                                 |
| 5 december   | Adam Faith                               | What do you want                                                 |
| 12 december  | Adam Faith                               | What do you want                                                 |
| 19 december  | Adam Faith / Emile Ford & the Checkmates | What do you want / What do you want to make those eyes at me for |
| 26 december  | Adam Faith / Emile Ford & the Checkmates | What do you want / What do you want to make those eyes at me for |

1952 ·
1953 ·
1954 ·
1955 ·
1956 ·
1957 ·
1958 ·
1959 ·
1960 ·
1961 ·
1962 ·
1963 ·
1964 ·
1965 ·
1966 ·
1967 ·
1968 ·
1969 ·
1970 ·
1971 ·
1972 ·
1973 ·
1974 ·
1975 ·
1976 ·
1977 ·
1978 ·
1979 ·
1980 ·
1981 ·
1982 ·
1983 ·
1984 ·
1985 ·
1986 ·
1987 ·
1988 ·
1989 ·
1990 ·
1991 ·
1992 ·
1993 ·
1994 ·
1995 ·
1996 ·
1997 ·
1998 ·
1999 ·
2000 ·
2001 ·
2002 ·
2003 ·
2004 ·
2005 ·
2006 ·
2007 ·
2008 ·
2009 ·
2010 ·
2011 ·
2012 ·
2013 ·
2014 ·
2015 ·
2016 ·
2017 ·
2018 ·
2019 ·
2020 ·
2021
- Duitsland
- Noorwegen
- Verenigd Koninkrijk
- Verenigde Staten (Hot 100)